# Sedum neovolcanicum
Sedum neovolcanicum är en fetbladsväxtart som beskrevs av Perez-calix och I. Garcia. Sedum neovolcanicum ingår i Fetknoppssläktet som ingår i familjen fetbladsväxter. Inga underarter finns listade i Catalogue of Life.